# Katharine Stephen
Pour les articles homonymes, voir Stephen.
Katharine Stephen, née le 26 février 1856 à Londres et morte le 16 juin 1924 dans la même ville, est bibliothécaire et principale de Newnham College à Cambridge.

## Biographie
Katharine Stephen naît au 29, Westbourne Terrace, Paddington, fille de Marie Richenda Cunningham (1829-1912) et de James Fitzjames Stephen (1829-1894), juge. Son grand-père, James Stephen, haut fonctionnaire, a permis la promulgation de la loi d'abolition de l'esclavage de 1833. Elle est la nièce de l'écrivaine, Caroline Stephen et de Leslie Stephen, le père de Virginia Woolf et de Vanessa Bell.
Katharine Stephen fait ses études secondaires dans un pensionnat de Brighton, de 1870 à 1872, puis suit des cours au Bedford College. Elle publie sous le pseudonyme de Sarah Brook French History for English Children (1881) et Three Sixteenth Century Sketches (1884), ce dernier étant réédité sous son nom sous l'intitulé French History for Schools en 1899. Elle crée en 1878 un club pour jeunes travailleuses, The Lily, avec May Benson. Elle candidate, sans succès, au poste de principale de Girton College en 1884, ce qui lui donne l'opportunité d'être nommée en 1886 assistante d'Helen Gladstone, fille du premier ministre William Ewart Gladstone, alors principale adjointe de Newnham College. Elle donne des cours aux ouvriers, avec Anne Jemima Clough, le dimanche matin à Barnwell. Elle est nommée bibliothécaire de Newnham en 1888, avec pour mission de créer la bibliothèque. Elle devient principale adjointe en 1889, puis en 1911, elle est nommée principale du collège. Elle est responsable du collège durant la Première Guerre mondiale et jusqu'à sa retraite en 1920. Avec l'aide de Blanche Athena Clough qui lui succèdera comme principale du collège, elle met en œuvre la nouvelle charte et les statuts qui font de Newnham un collège autonome sur le plan institutionnel et auto-administré.
Elle est très attachée à sa famille. Ainsi, elle veille aussi sur son jeune frère lorsque leurs parents sont en Inde. Son oncle, Leslie Stephen, l'institue tutrice de Laura, la fille qu'il a eue de son premier mariage. Elle est également proche de sa tante, Caroline Stephen, venue vivre à Cambridge en 1895, où elle communique sa foi quaker aux étudiantes du collège. Katherine Stephen, anglicane pour sa part, écrit l'introduction du dernier livre de sa tante, The Vision of Faith.
Vanessa Bell a réalisé un portrait de Katherine, mais le tableau est perdu. Le Newnham College possède un portrait réalisé par Glyn Philpot.
Katharine Stephen meurt des suites d'un cancer, le 16 juin 1924 à son domicile de 4 Rosary Gardens, South Kensington.

## Postérité
Une bibliothèque de livres rares de Newnham, créée en 1981-1982 porte son nom. Le bâtiment est l’œuvre de l'architecte Joanna van Heyningen et bénéficie du classement Grade II en 2018, de même que les autres bâtiments postmodernes de l'université.